# Рахімабад (Урмія)
Рахімабад (перс. رحيم اباد‎) — село в Ірані, входить до складу дехестану Південний Барандузчай у Центральному бахші шахрестану Урмія провінції Західний Азербайджан.